# Ambrose Bierce

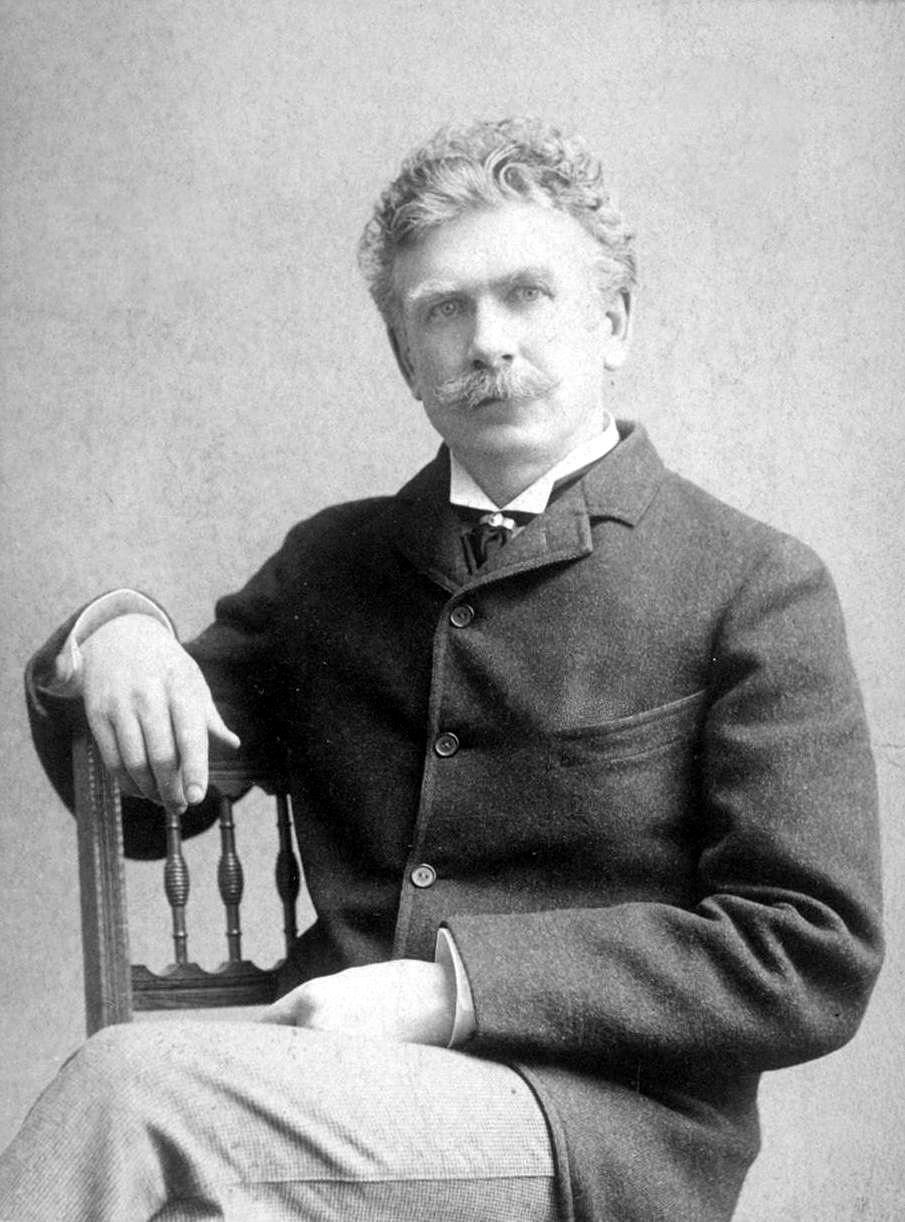
1892-ben

Ambrose Gwinett Bierce (Meigs megye, Ohio, 1842. június 24. – Mexikó, 1914?)       amerikai író, újságíró.
A világirodalomban Jonathan Swift, Edgar Allan Poe és Varlam Salamov mellett a legsötétebb lapokat ő írta.

## Élete
Tizenöt éves korában állt munkába, két év múlva a Kentucky-i Katonai Iskolában tanult, majd 1861-ben az északiak oldalán belépett a polgárháborús hadseregbe.
Többször előléptették. Egyszer elfogták a déliek, de megszökött. A polgárháború befejeződésével leszerelt. 1866-ban részt vett egy vadnyugati katonai expedícióban, aztán San Franciscóban volt éjjeliőr. Utána újságírásba kezdett. 1868-tól különböző újságoknak dolgozott. 1871-ben jelent meg első novellája.
1871-ben megnősült és egy évvel később Londonba költöztek, ahol (álnéven) megjelent első kötete: The Fiend's Delight. 1873-ban jelent meg második kötete, a Nuggets and Dust, aztán 1875-ben Cobwebs from an Empty Skull címmel a harmadik.
Ezután visszatért az Egyesült Államokba. A következő években újságíróként dolgozott. 1888-ban elhagyta családját. 1891-ben jelent meg kitalált történeteket tartalmazó kötete, a Tales of Soldiers and Civilians (Történetek katonákról és civilekről).
1893-ban természetfeletti történeteket tartalmazó könyve a Can Such Things Be? (Megeshetnek-e ily dolgok?) címmel jelent meg. A következő kötete a Fantastic Fables volt.
1909-ben jelent meg a The Shadow on the Dial and Other Essays című kötete, 1909 és 1912 között pedig az összegyűjtött művei.
Még életében két fia is meghalt: az egyik egy szerelmi ügy miatt öngyilkos lett, a másik alkoholmérgezésben.
1913-ban elutazott a polgárháborús Mexikóba, ahol rövidesen nyoma veszett.

## Eltűnése
1913 májusának végén egy barátjának küldött levelében így fogalmazott: Mexikóba szándékozik menni, mivel ott „hála Istennek, történik valami”, és megemlítette, hogy talán Dél-Amerikába is elmegy majd. Október 24-én New Orleansbe érkezett, majd egy interjúban megismételte, hogy abbahagyta az írást és Dél-Amerikába megy. Szóba került Mexikó is, és arra a kérdésre, hogy miért akar odamenni, azt válaszolta, hogy tetszik neki a „játék”, látni akarja. Játék alatt a mexikói forradalmat értette. Később azt is írta valahol, hogy „Le akarok menni, és megnézni, hogy ezek a mexikóiak egyenesen lőnek-e.”
San Antonión keresztül a határmenti Laredóba ment, ahol egy hotel tulajdonosának őrzésére bízta azt az írását, amiben az ellen a William Randolph Hearst ellen szólalt fel, akinek lapjánál egyébként újságíróként is dolgozott. November végén lépte át a határt, de nem Laredóban, hanem El Pasónál kelt át Ciudad Juárezbe. Vannak, akik szerint volt egy megbízólevele, hogy megnézhesse a forradalmárok táborát, ám úgy tűnik, sem közülük, sem ott tartózkodó újságíró kollégái közül sem emlékszik senki, hogy látta volna Bierce-t. Azt is mondják róla, hogy ott volt a Tierra Blanca-i csatában, sőt, azt is, hogy harcolt is benne: állítólag lelőtt egy huertista katonát, és ezért a forradalmároktól egy sombrerót kapott ajándékba. Eközben azonban a forradalmárok vezéréről, Pancho Villáról nem volt jó véleménnyel, azt mondta róla, hogy Villa csak egy „különösebb jelentőség nélküli bandita”.
Állítólag december 16-án érkezett meg Chihuahua városába, 1500 dollár birtokában, de az ottani újságírók sem emlékeznek rá, hogy látták volna. Van olyan leírás, ami szerint december 26-án egy levelet küldött unokaöccse feleségének, amelyben beszámol arról, hogy Chihuahuából naponta indulnak katonákkal teli vonatok, és azt is leírta, hogy szerinte öregségben vagy betegségben meghalni sokkal rosszabb, mint ha például Mexikóban falhoz állítanák és ronggyá lőnék. „Amerikainak lenni Mexikóban: eutanázia” – tette hozzá. Egyes vélemények szerint ezt a levelet valójában nem is Chihuahuából írta, csak odaadta valakinek, hogy küldje el Chihuahuából, ő maga pedig egyáltalán nem is lépte át a határt.
1914 januárjának elején a forradalmárok rendkívül hideg időben Ojinaga felé utaztak, San Sóstenesig vonattal, onnan pedig lovon és öszvéres kocsikon, állítólag Bierce is velük tartott. Egyesek szerint ekkor halt meg betegségben, pénzét elvették, őt pedig eltemették.
Norman Walker, az El Paso Herald újságírója szerint Bierce nem volt ott a januári ojinagai csatában, de a Toribio Ortega brigádjában harcoló Salvador Ibarra kapitány azt állítja, az ostrom kezdetekor együtt volt vele, csak aztán elvesztette szem elől. Emil Holmdahl kapitány hallott arról, hogy megöltek egy „öreg gringót” a csatában, de Holmdahl, mivel Tierra Blancánál megsérült, nem volt ott Ojinagánál. Gregory Mason azt mondta, látott egy szakállas amerikait Villa vezérkarában, ám Bierce-nek nem volt szakálla. Egy Carothers nevű újságírónak Villa azt jelentette ki, hogy nem ismeri Bierce-t, egy Braddy nevű személy pedig évekkel később az öreg villistáktól kérdezősködött az író iránt, de ő sem talált olyat, aki ismerte volna. Utólag sokan úgy vélik, a csatában halt meg, és holttestét, mint sok másik emberét, elégették a templom előtt, vagy összedőlt házak temették maguk alá.
Évekkel később egy marfai lakos, J. Alfred Roosevelt azt mesélte, Bierce a menekülő szövetségiekkel átkelt a Rio Grande folyón, és onnan elindulva útközben meghalt, és egy tömegsírba temették. Egy Abelardo Sánchez nevű embernek is elmesélt valaki egy ehhez igen hasonló történetet, de mások ezt nem tartják valószínűnek, mert ha egyszer a forradalmárok oldalán harcolt, akkor miért menekült volna a szövetségiekkel együtt? Az Egyesült Államokban hiába indítottak vizsgálatokat, nem tudtak nyomára akadni.
1929-ben Bierce egyik egykori barátja és tanítványa, A. Danziger de Castro azt mesélte, hogy 1925-ben írt Pancho Villának egy levelet, amelyben találkozót kért tőle chihuahuai haciendáján, de Villa nem válaszolt neki. Ennek ellenére állítólag felkereste őt, és Villa azt mesélte neki, hogy Bierce-t (és vele együtt egy peónt) elűzték, mivel szidalmazta Villát, és Venustiano Carranzát dicsérte. Danziger szerint egy bizonyos Hipólito és egy bizonyos Reyes azt is mesélték neki, hogy később Villa utánaküldött néhány embert Bierce-nek, akik kivégezték. Ezzel a történettel „csak” három probléma merül fel: egyrészt Villa birtoka nem Chihuahuában, hanem Durangóban volt, másrészt amikor a történetnek le kellett volna játszódnia, akkor még nem állt szemben Carranzával, harmadrészt 1925-ben, amikor állítólag Danziger találkozott vele, Villa már régen halott volt. Mindenesetre a gyilkosság történetét Elías Torres is feldolgozta, szerinte Faustino Borunda volt a gyilkos.
Egy Patrick Reardon nevű szerencselovag szintén előállt egy verzióval. Szerinte Bierce Villával együtt ment Ciudad Juárezből a La Laguna vidékre, de az elővéd, amiben ő is haladt, útközben megállt egy El Mocho nevű faluban, ahol a szövetségiek megtámadták őket, Bierce-t eltalálta egy lövedék, és ettől másnapra meghalt. Csakhogy a villisták valójában sosem indultak Ciudad Juárezből a Lagunába, és sosem állt meg az elővéd egy El Mocho nevű helyen.
A következő években még számos helyen vélték látni Bierce-t: Európában, a brazíliai Mato Grossóban, a mexikóvárosi Gambrinus kávézóban, vagy éppen San Luis Potosíban, ahol állítólag Ambrosio álnéven élt. De valódi sorsa máig rejtély maradt.
Életének utolsó napjait és halálának egyik változatát mutatja be Carlos Fuentes Gringo viejo című könyve, valamint az ebből készült, 1989-ben bemutatott Tüzes alkony című film.

## Magyarul
- Bagoly-folyó; ford. Bartos Tibor et al., utószó Ungvári Tamás; Európa, Bp., 1968
- Legkedvesebb gyilkosságom. Elbeszélések; ford. Bartos Tibor et al.; Kriterion, Bukarest, 1991
- The man and the snake / Az ember és a kígyó; ford. Bartos Tibor, Osztovits Levente; Szukits, Szeged, 2000 (Janus könyvek)
- Ördögi kislexikon; ford. Greskovits Endre; Eri, Bp., 2003
- Ambrose Bierce összes novellái; ford. Bartos Tibor et al., tan. Galamb Zoltán; Szukits, Szeged, 2003